# Ove Rasch
Ove William Secher Rasch (5. juni 1885 i Haslev – 26. september 1961) var en dansk erhvervsmand.
Han var søn af læderhandler Chr. Rasch (død 1918) og hustru f. Hansen (død 1926). Han fik sin uddannelse i et provinsfirma, tog afgangseksamen fra de Brockske handelsskoler, var i Hamborg 1906-07, blev medindehaver af faderens forretning i Haslev 1909-11 og indehaver af firmaet H.F. Møllers Eftf. i Nykøbing Falster 1911-12.
Rasch blev bestyrer af A/S M.I. Ballins Sønners filial i Nykøbing F. 1912-29 og var adm. direktør for A/S M.I. Ballins Sønner & Hertz Garverier og Skotøjsfabrikker fra 1929 til 1955.
Han var medlem af bestyrelsen for Lolland-Falsters Industri- og Landbrugsbank 1920-29, for Handelsstandsforeningen i Nykøbing F. 1926-29, for Foreningen af danske Læderfabrikanter 1930-55, formand 1934-38; medlem af Industrirådet 1935-52 og af Industriforeningens repræsentantskab 1935-52, af bestyrelsen for Teknologisk Institut 1938-49 og af sammes repræsentantskab 1949-52; medl. af hudenævnet 1939-51; bisidder i Københavns Garverlaug; medlem af bestyrelsen for A/S The Dominion Belting Co. og Hans Winthers Garverier 1940-51, for A/S Dansk Garveekstraktfabrik 1942-53, for A/S M.I. Ballins Sønner & Hertz Garverier og Skotøjsfabrikker 1950, af Udligningskassen for Læder og Skotøj 1942-51 og af bestyrelsen for Chr. Rasch og Hustru's Mindefond. Han var Ridder af Dannebrog.
Han blev gift med Ragnhild f. Lund (f. 1888 i Esbjerg), datter af fabrikant Carl Lund (død 1942) og hustru f. Rasmussen (død 1934).